# Plac Wolności w Stargardzie

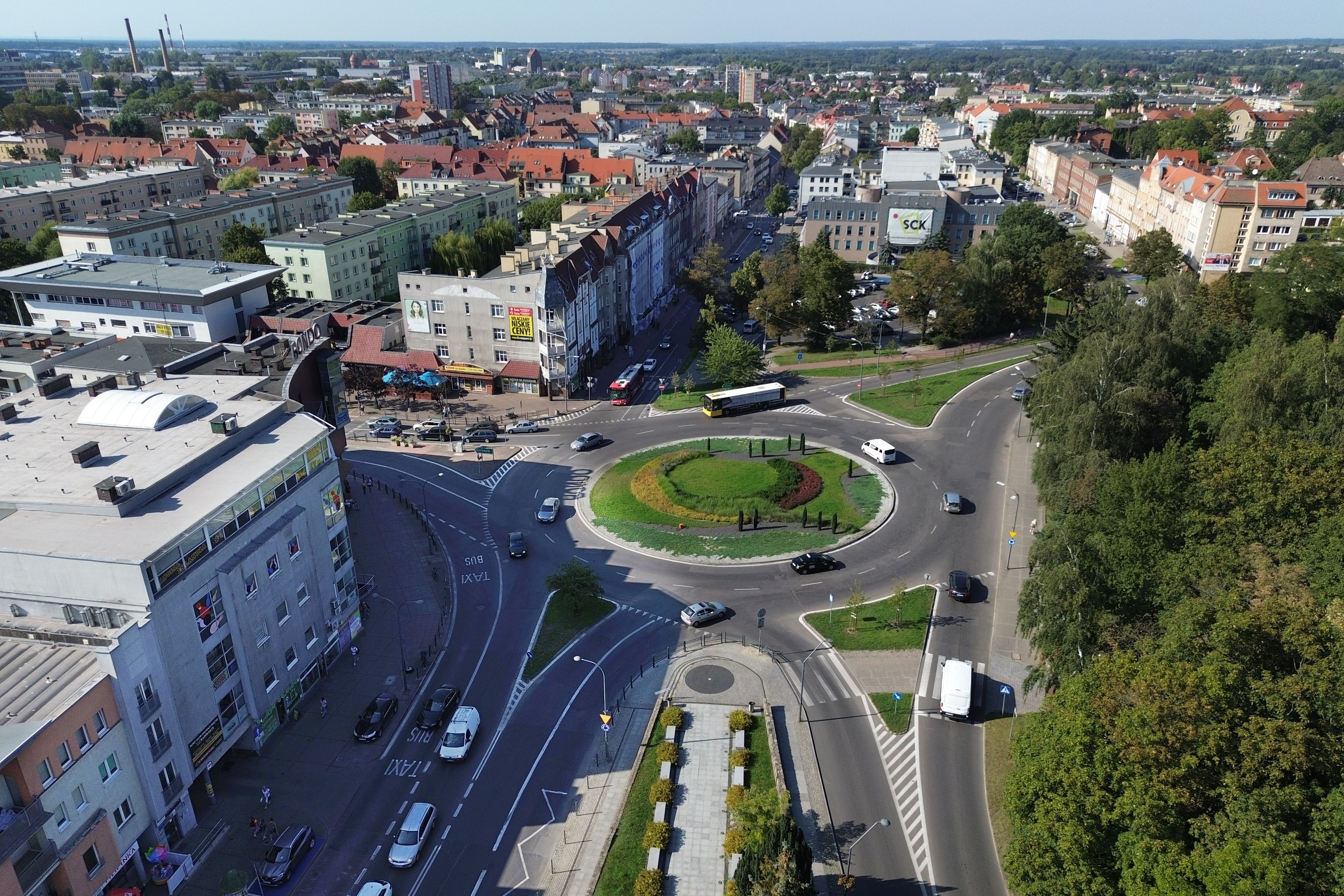
Plac Wolności (widok od strony południowej)

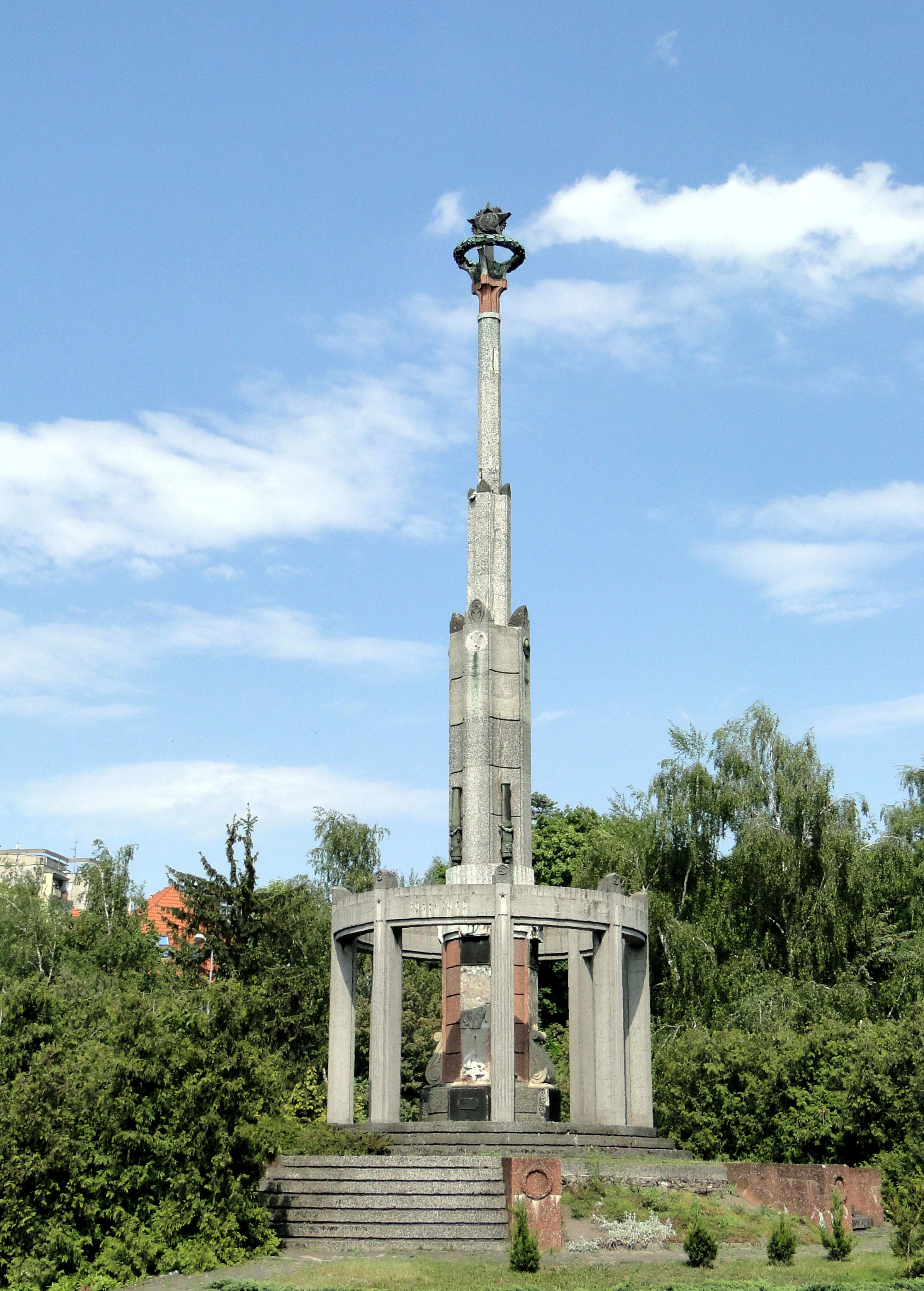
Kolumna Zwycięstwa znajdująca się w centrum placu do 2017 r.

Plac Wolności w Stargardzie (d. Gerichtplatz, Adolf-Hitler-Platz, Plac Stalina) jest jednym z głównych placów miasta, jest ważnym węzłem komunikacyjnym, z placu odchodzi sześć ulic (Wyszyńskiego, Czarnieckiego, Św. Jana Chrzciciela, Struga, Wojska Polskiego oraz Piłsudskiego).
Do XVIII wieku plac pełnił funkcje miejsca egzekucji, następnie stał się węzłem drogowym. Do 1933 roku plac nosił nazwę Gerichtplatz (Sądowy) od pobliskiego Sądu Krajowego (Landgericht). Pod dojściu nazistów do władzy plac przemianowano na Adolf-Hitler-Platz (Adolfa Hitlera), a centralnej części usytuowano kompozycję w kształcie swastyki. Po zdobyciu miasta przez wojska radzieckie w centrum placu wzniesiono Kolumnę Zwycięstwa (zburzona 25 listopada 2017), a po jego południowej stronie Mauzoleum Armii Czerwonej, a sam plac zmienił nazwę na Józefa Stalina. Obecną nazwę plac zyskał w 1956 roku.
W pobliżu placu znajduje się Stargardzkie Centrum Kultury.